# John Banister
John Banister (Twigworth, Gloucestershire, 1650 – Roanoke, Virginia, maio de 1692) foi um botânico, entomologista e clérigo britânico, especialista em moluscos.

## Biografia
Banister fez seus estudos na Magdalen College de Oxford, obtendo o título de bacharel em artes em 1671 e o de mestre em artes em 1864. Foi ordenado padre na Igreja da Inglaterra em 1676. Em 1678, foi enviado como missionário para a colónia britânica da Virgínia, na América do Norte, instalando-se como agricultor para custear suas pesquisas em botânica.
Apaixonado desde jovem pela botânica, começou a constituir um herbário e uma coleção de história natural seguindo o modelo da "Natural History of Oxfordshire" ( 1677) de Robert Plot (1640-1696).
Enviou seus espécimes para numerosos naturalistas , e muitos destes foram utilizados em várias publicações. Martin Lister (1638-1712) utilizou na publicação "Historia conchyliorum" ( 1686-1688), John Ray (1627-1705) na "Historia plantarum" ( volumes dois e três, 1688 - 1704), Leonard Plukenet (1642-1706) na "Phytographia" ( 1691-1705) e Robert Morison (1620-1683) na sua obra "Plantarum historiae" ( volume três, 1699).
Banister não é autor de nenhuma obra pessoal, porém algumas de suas cartas foram publicads por Lister na "Philosophical Transactions of the Royal Society", e por James Petiver ( 1663-1718) nas "Monthly Miscellany" e "Philosophical Transactions". Alguns utilizaram as suas observações sem mesmo mencionar a autoria, como Robert Beverley (1673-1722) em "History and Present State of Virginia" ( 1705).
As suas coleções e os seus catálogos, onde descreveu 340 espécies de plantas, foram adquiridos por Sir Hans Sloane (1660-1753) e , posteriormente, incorporados ao acervo do Museu Britânico.
O gênero Banisteria L. da família das malpighiaceae foi dedicado em sua homenagem. O gênero da espécie Banisteriopsis caapi ( também conhecida como Ayahuasca ou Yage) recebeu também o nome de Banister.